# Empis confirmata
Empis confirmata är en tvåvingeart som först beskrevs av Walker 1852.  Empis confirmata ingår i släktet Empis och familjen dansflugor. Inga underarter finns listade i Catalogue of Life.